# Manuel II Paleólogo
Manuel II Paleólogo (en griego: Μανουήλ Β΄ Παλαιολόγος, Manouēl Palaiologos; Constantinopla, 27 de junio de 1350-Constantinopla, 21 de julio de 1425), soldado, estadista, y emperador bizantino desde 1391 hasta 1425 cuya diplomacia le permitió establecer relaciones pacíficas con los turcos otomanos durante todo su reinado, retrasando por unos 50 años la conquista final del Imperio bizantino.
Manuel fue el hijo de Juan V Paleólogo (que reinó desde 1341 hasta 1391 con interrupciones) y Helena Cantacucena y fue nombrado heredero al trono en 1373 después de que su hermano mayor, Andrónico IV, condujera una rebelión contra su padre. Manuel fue coronado coemperador en septiembre de 1373 y, en 1379, ayudó a su padre a recuperar Constantinopla y el trono, que Andrónico había tomado en 1376. Juan V y Manuel recuperaron el trono con la ayuda de los turcos y se vieron obligados a pagar tributo al sultán y prestar ayuda militar. En 1390 Juan VII, hijo de Andrónico, se apoderó de Constantinopla y del trono pero los turcos nuevamente ayudaron a Manuel y a Juan a recuperarlo. Manuel se vio obligado a vivir en la corte de Beyazid I como vasallo sumiso, donde permaneció hasta que escapó a Constantinopla después de enterarse de la muerte de su padre en febrero de 1391.
Cuando los turcos invadieron Tesalia y el Peloponeso en 1396, Manuel hizo un viaje a Europa occidental para pedir ayuda contra ellos. Fue recibido amablemente en Roma, Milán, Londres y París, quedándose en la ciudad francesa durante dos años. Su visita hizo mucho para promover los lazos culturales entre Bizancio y Occidente, pero la ayuda militar no llegó.
Manuel organizó un tratado de paz (1403) con el sucesor de Beyazid, Mehmet I, recuperando Tesalónica (actual Salónica, Grecia) y poniendo fin al pago de tributos. Las relaciones pacíficas persistieron hasta 1421, cuando Mehmed murió, y Manuel se retiró de los asuntos de estado para perseguir sus intereses religiosos y literarios. Su hijo y coemperador, Juan VIII, ignoró el tenue lazo que se había establecido en 1421 y apoyó a un pretendiente, Mustafa, contra el legítimo heredero al trono turco, Murad II. Murad sofocó la revuelta, y en 1422 sitió Constantinopla. La ciudad sobrevivió, pero los turcos invadieron el Peloponeso (1423). Después de haber sido obligado a firmar un humillante tratado, Manuel se retiró a un monasterio muriendo en 1425.

## Biografía

### Juventud
Fue el segundo hijo del matrimonio entre el Emperador Juan V Paleólogo (1341–1376, 1379–1390, 1390–1391) y Helena Cantacucena, (hija del usurpador Juan VI Cantacuceno (1347–1354). Manuel era el preferido del Emperador, por encima del primogénito Andrónico, de mal carácter y muy a menudo envuelto en intrigas políticas.  Designado déspota por su padre, participó en los acontecimientos políticos de su tiempo desde su juventud, en un principio a la sombra de su padre y de su hermano mayor, seguramente como futuro heredero del Imperio. A pesar de su juventud, Manuel siempre mostró buen criterio para gobernar, un gran amor por su padre y por su gente, y decisión a la hora de resolver las difíciles cuestiones que se le plantearon.
En 1371 Manuel, que a sus 21 años era gobernador de Tesalónica, tuvo que rescatar a su padre Juan V, el cual a la vuelta de su viaje a Roma, donde se sometió en forma personal al Papa en contra del sentimiento de su pueblo, pasó por Venecia y fue retenido durante 10 meses en contra su voluntad a causa de una deuda impagada con Venecia, que se remontaba a algunos años atrás, cuando la emperatriz Ana empeñó las joyas de la corona a cambio de un préstamo.
Para liberarse, Juan había ofrecido la isla de Ténedos a los venecianos, un puerto estratégico donde solían anclar una gran cantidad de naves que atravesaban la región de los Dardanelos. Pero Andrónico había quedado como regente en ausencia del Emperador, y se negó a entregar la isla, no por patriotismo sino por estar al servicio de los genoveses que actuaban contra su rival comercial desde su colonia de Gálata, en la otra orilla del Cuerno de Oro, frente a Constantinopla. Hubo de ser Manuel quien juntara en Tesalónica una importante suma de dinero y viajara rápidamente para liberar a su padre.

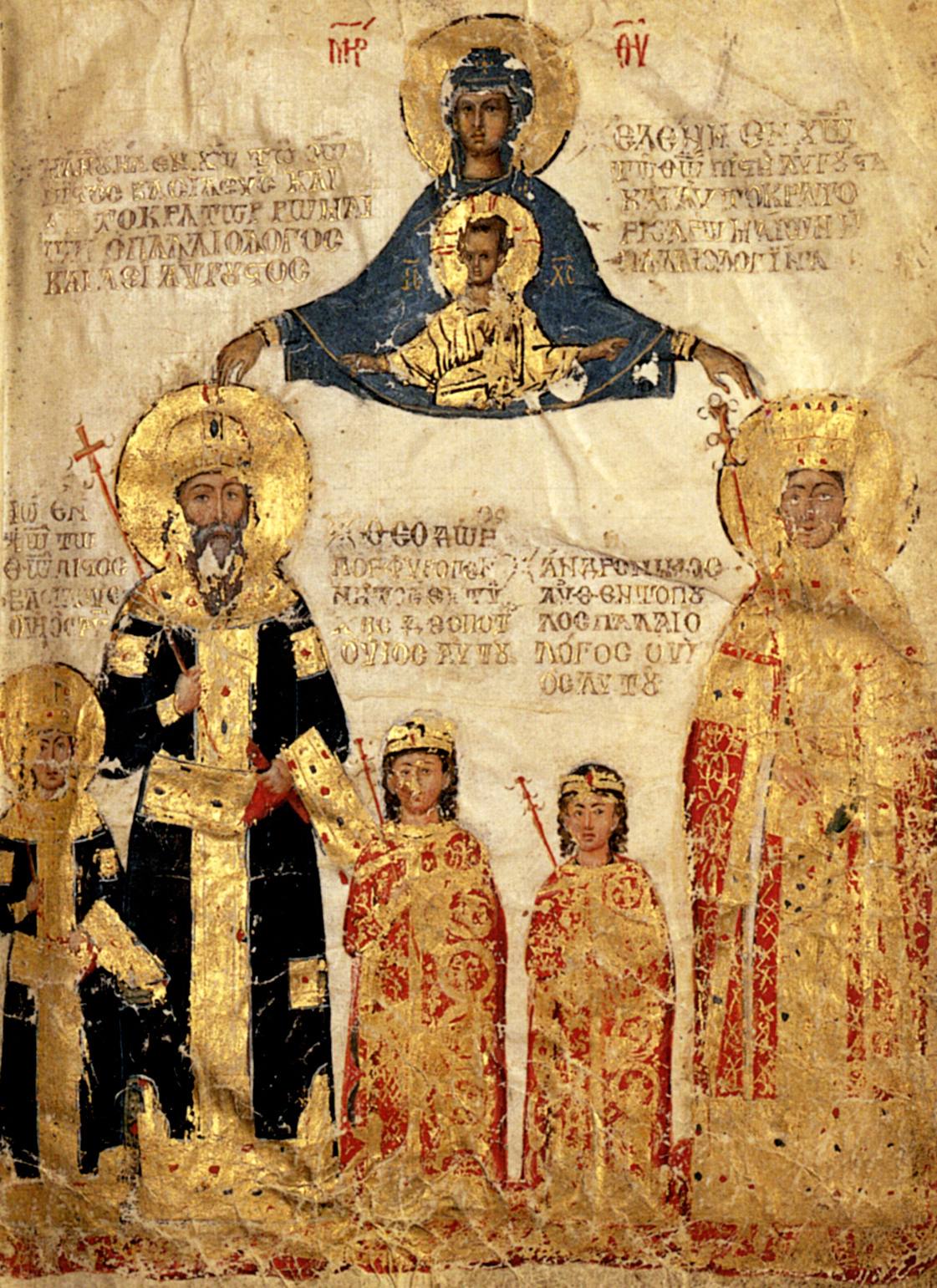
El Emperador Manuel II y su esposa Helena. Entre ellos sus hijos.

Ese mismo año ocurre uno de los acontecimientos más importantes para el futuro de los Balcanes: el 26 de septiembre, a orillas del río Maritza, los otomanos aplastan a un Ejército serbio, lo que les abrió las puertas de Serbia, Macedonia y Grecia. Los príncipes y nobles serbios se vieron obligados a prestar vasallaje a su conquistador, Murad I, y pronto su poderío se extendería por doquier en los Balcanes, incluyendo a los señores búlgaros.
Manuel no dejaba escapar oportunidad de obtener beneficios, por más negativa o difícil que se presentara la situación. De modo que los bizantinos aprovecharon los momentos posteriores a la batalla para reconquistar Serres, que había caído en manos de los serbios, y que fue administrada de forma personal por Manuel durante un tiempo. Esta actitud pudiera ser interpretada como mezquina y contraproducente, al aprovecharse de la desgracia de otro reino cristiano, pero cabe recordar según la doctrina política bizantina todo lo que algún día fue del Imperio lo sería por siempre, aunque finalmente cayera bajo el dominio de otros pueblos. En todo caso, Manuel no hizo nada que no hubiera hecho cualquier otro príncipe de su tiempo, en especial si tenemos en cuenta el estado de postración del Imperio y su desesperada necesidad de hombres y dinero.
Los sucesos fueron determinando un ascendente predominio otomano en toda la región, llegando a convertirse Juan V en 1373 en un simple vasallo de Murad. Esto era en parte consecuencia de la política desafortunada del Emperador, que al no confiar en sus propias fuerzas, y viendo que la posibilidad de una cruzada de Occidente se desvanecía al ser Serbia y Bulgaria estados vasallos de los otomanos, prefirió aliarse a ellos.
También pesó en esta decisión la molestia que significaba tener a su hijo Andrónico en la corte casi como un agente de los ambiciosos genoveses. Lo más vergonzoso de la situación fue que Murad I obligó a Juan a acompañarle en una campaña en Asia Menor, a lo que el Emperador no pudo negarse. Manuel, a pesar de todo, permaneció leal a su padre, aunque no compartiera su nefasta política de servilismo a los otomanos.
También estaba el heredero en complicidad con ciertos elementos turcos, con los cuales estaba planeando algunas acciones que iban a determinar el futuro rumbo de la política balcánica, y muy en especial el futuro de Manuel. Fue así como Andrónico organizó en 1373 una revuelta contra su padre, que debido a lo impopular de los genoveses en Constantinopla terminó en fracaso. Como se había producido en combinación pactada con un levantamiento del heredero del trono otomano, Saudji Tchelebi, el sultán Murad cegó a su hijo y obligó a Juan, como vasallo suyo, a cegar a su hijo también, para que los dos sublevados recibieran un mismo castigo ejemplar. A pesar de ello, en realidad el primogénito de Juan sólo recibió heridas menores que no le privaron de la visión, por orden expresa de su padre que lógicamente no quería hacerlo, lo que en definitiva le permitió seguir actuando en política para mayor desgracia del Imperio. Esta medida iba a costar más de un disgusto a Juan V y Manuel en el futuro.

### Coemperador
La traición de Andrónico determinó que el príncipe Manuel fuera coronado como coemperador el 25 de septiembre de 1373. Sin embargo, los problemas no dejaron de atormentar al Imperio. En el año 1376 Juan V recibió la visita de una embajada veneciana que le pedía el cumplimiento de su promesa de entregar la isla de Ténedos a cambio de 30 000 ducados y la devolución de las joyas de la Corona. Este acercamiento y ofrecimiento veneciano no les gustó a los genoveses, los cuales animaron a Andrónico a cercar Constantinopla. Éste visitó a Murad, a quien prometió Galípoli a cambio de ayuda para ocupar la capital imperial. Luego de un arduo sitio de 32 días, Andrónico entró en la ciudad con tropas genovesas y parte turcas y encarceló a Juan V y Manuel, que entonces contaba con unos 26 años, en la Torre de Anemas.
Pese a ello, con la ayuda de la población bizantina de la isla, y en especial de su gobernador (ambos muy hostiles a los genoveses), Ténedos fue ocupada por los venecianos en octubre de 1376. Mientras estas dos repúblicas italianas se peleaban entre sí y no dejaban de obtener beneficios y territorios, el Imperio se desmoronaba.
Como consecuencia del trato firmado a fines de 1377 Andrónico entrega Galípoli a Murad, en pago por su promesa anterior. Este acto fue fatal para el futuro no ya del Imperio, sino de toda Europa, ya que con Galípoli en sus manos, los turcos se trasladaron a millares desde Asia Menor hacia los Balcanes, sin que nadie pudiera impedirlo. La posesión de este puerto era fundamental para alimentar al Ejército otomano con miles y miles de jóvenes procedentes de todas las comarcas turcas de Anatolia.
En un golpe de mano, 2 años después Juan y Manuel escaparon de su prisión ayudados por los venecianos, dirigiéndose en cuanto atraviesan las murallas hacia Crisópolis, cerca de la cual se hallaba el campamento de Murad. Se entrevistaron con el sultán, a quien terminaron prometiendo ayuda militar y la ciudad de Filadelfia, última posesión bizantina en Asia Menor, con tal de que los ayudara a recuperar la ciudad. Recurrir a los turcos no era el deseo de Manuel, pero la política de Juan V era muy clara: ser vasallo del sultán para sobrevivir y obtener beneficios. Manuel volvía a demostrar su lealtad, apoyando a su padre, pero aún no demostraba que había otro camino posible.
Murad puso en las manos de Juan y Manuel un pequeño Ejército y los venecianos, que odiaban a Andrónico IV por sus pactos con los genoveses, le proporcionaron una pequeña flota. Con esa ayuda recuperan el control de Constantinopla el 1 de julio de 1379. Andrónico se refugió en Gálata, la colonia genovesa del otro lado del Cuerno de Oro, en Pera. Escaramuzas y permanente inquietud se vivieron entre los partidarios de Manuel y de Andrónico, sin que Juan pudiese establecer la paz por cerca de 2 años. Idas y venidas como ésta eran muy comunes y la inestabilidad política hacía que nadie se sintiera seguro, máxime con las injerencias de extranjeros interesados.

### La pérdida de Tesalónica
Entre tanto la marcha turca por los Balcanes era imposible de frenar. En 1380 los otomanos al mando de Jaireddin entran en Ocrida y Prilep, marchando sobre Albania. Poco a poco fueron derrotando a los caudillos albaneses quitándoles su territorio. Tardaron algunos años pero los otomanos siguieron afirmándose en el poder, ayudados por la enorme división entre las potencias cristianas que los habitan.
La situación en el seno de la familia imperial era insostenible por la rivalidad entre Juan y su hijo Andrónico. Para sobreponerse a esta situación, aunque no se puede descartar que haya sido por influencia genovesa, en 1381 Juan repone como heredero del trono a Andrónico como parte de un tratado de paz para que se termine la hostilidad y la competencia en el seno de la familia gobernante.
Sin embargo, de hecho gobernaba con Manuel, el cual toma nuevamente posesión de Tesalónica en 1383. Por aquel entonces los restos dispersos y aislados del Imperio estaban divididos entre los miembros de la familia Paleólogo: Juan V gobernaba desde Constantinopla, Manuel II desde Tesalónica, su hermano Andrónico IV desde las costas del Mármara al sur de Tracia y Teodoro en el Peloponeso. Todos eran prácticamente independientes unos de otros, y a su vez dependían del sultán. Manuel era el único de ellos que gobernaba realmente como un verdadero Emperador, ya que transformó a Tesalónica en el verdadero centro de actividad imperial, llegando a imponer su autoridad sobre Macedonia y Tesalia, aumentando la resistencia contra los otomanos.
Entretanto, el sultán Murad seguía usando el puerto de Galípoli desde donde traía cada vez más tropas que atravesaban el mar desde los campos asiáticos hacia Europa para poder cumplir con su plan de organizar los Balcanes y conquistar todos los territorios que por ahora estaban en poder de los bizantinos. Manuel todavía creía que con energía y lucha contra el turco el Imperio podría recuperar su posición, se niega por primera vez a someterse a la política servil de Juan V con respecto a los otomanos. Cuando el general Jaireddin toma por orden de Murad la ciudad de Serres el 19 de septiembre de 1383, Manuel, que estaba muy entusiasmado con sus ideas de expulsar a los turcos de toda Macedonia, urdió un plan con los nobles de aquella ciudad y una noche degollaron a toda la guarnición turca que había quedado vigilándola.
Sin embargo, la respuesta no se hizo esperar. Furioso por este hecho, Murad encarga a Jaireddin que dirija sus tropas a Tesalónica, donde se encontraba Manuel, ordenándole que la tome por asalto violento y tome venganza de lo sucedido en Serres. Jaireddin pone cerco a la ciudad en octubre de 1383 y envía embajadores a Manuel para advertirle que, si no abría las puertas de sus murallas, sería responsable de una masacre. El coemperador, que entonces contaba con 33 años, responde que defenderá la ciudad a muerte, y luego convoca en la plaza principal a todos sus ciudadanos, los apremia a combatir a los turcos con todas sus fuerzas, y comienza a dar órdenes para la defensa.
A pesar del cerco terrestre los otomanos todavía no contaban con una flota importante, de modo que la ciudad podía recibir muy fácilmente ayuda externa. No obstante, en los 3 años y medio que duró el sitio nadie acudió en su ayuda y la miseria terminó cercando con más fuerza a sus habitantes que las armas del sultán. Al cabo de 3 años de sitio, la moral de los defensores estaba destruida, y lo único que deseaban era entregarse al sultán y volver a la normalidad aunque fuera bajo el dominio turco.
Manuel, que no quería rendirse, fue apresado por los arcontes de la ciudad, que le exigieron la entrega de la misma. Resignado, no pudo hacer más que un trato con la aristocracia local. Abandonó de incógnito la ciudad el 6 de abril de 1387, evitando a los guardias turcos, y tomó rumbo a Lesbos. Tres días después los que quedaron en Tesalónica abrieron las puertas para evitar la masacre. La segunda ciudad bizantina pasaba ahora a manos otomanas.
Este desastre marcaría para siempre a Manuel, que en lo sucesivo trató de evitar ataques directos a los turcos, en la medida de lo posible, y procuró manejarse políticamente para resistir a los otomanos. El fracaso en Tesalónica parecía indicar que la política de Juan era acertada, aunque en realidad lo que había demostrado era que con coraje, sacrificio y valentía se podía resistir, y solo la falta total de ayuda era capaz de producir una derrota. No asegurarse la asistencia de aliados a la hora de provocar al turco le trajo un desastre.
Juan V envía a Manuel al destierro a la isla de Lemnos, previo despojo de todos sus títulos y honores, para que recapacitara sobre sus acciones. Mientras Tesalónica estaba siendo sitiada, en 1385 murió el infausto Andrónico IV, que tantos males había causado al Imperio bizantino.

### El avance otomano
También en 1385, mientras Tesalónica estaba siendo bloqueada por el ejército de Jaireddin, otras tropas derrotan a las fuerzas albanesas en Sawra, cerca de El Bassan y en el año siguiente avanzan hasta tomar Croia y Scutari. Comienza entonces la conversión de gran cantidad de albaneses al islam.
En 1387 Murad avanza hacia el norte y conquista Sardica y Nis, destruyendo todos los ejércitos búlgaros que le hacen frente.
Para colmo de males Manuel tuvo que pedir perdón a Murad por los hechos de Serres de 1383 y por resistir en Tesalónica, como condición para poder volver junto a su padre como coemperador, en lo que constituiría un enorme desprestigio para el futuro Emperador, y un reconocimiento inconfundible de vasallaje al turco. Temeroso de las verdaderas intenciones del sultán, y solamente se atrevió a entrevistarse con él cuando se le aseguró que Murad lo recibiría sin rencores. El sultán otomano intercedió entonces ante Juan V para que perdonase a Manuel, algo que seguramente Juan no habría hecho sin la autorización del sultán. Así de graves estaban las cosas en Bizancio, dependiendo siempre de la voluntad arbitraria del turco.
Entretanto el ambiente político estaba cambiando. A pesar de ser cristianas, las repúblicas italianas comenzaron a firmar pactos con los turcos, ante el hundimiento del Imperio. Evidentemente interesadas en mantener el comercio en aquellas regiones tan importantes, prefirieron pactar con el sultán. Génova lo hace en 1385 y Venecia en 1388. Con ello casi se sellaba la suerte de Bizancio, convertido en un simple Estado dominado y sin apoyo de casi nadie.
Uno de los hechos más sobresalientes de la época ocurrió en 1389: la batalla de Kosovo. Murad avanzó sobre Serbia, encontrándose de repente con un gran ejército cristiano al mando de uno de los príncipes serbios, Lazar Hrebeljanovic. Al entrar en el llamado "Campo de los Mirlos" (Kosovo Polje), sobre la llanura de Kosovo, se encontraron los dos ejércitos, en un choque que decidiría el futuro de la nación serbia. Allí los otomanos, tras un comienzo arrollador de los serbios, consiguieron frenarlos, y a pesar de que Murad I fue apuñalado en plena batalla por un príncipe serbio capturado que había sido llamado a su presencia, su hijo Bayaceto se hizo dueño de la situación, logró imponerse y hacerse proclamar sultán en plena batalla y tomando el mando con gran energía. La poderosa infantería turca pudo mucho más que la noble caballería de los serbios, que vieron entonces cómo su nación era destruida completamente.
Con Serbia borrada del mapa, Bizancio quedaba aislado totalmente de Occidente. El poderío turco se hacía cada vez más opresivo y la desesperación invadía todas las almas en Constantinopla.
Con Bayaceto I, los otomanos sólo conocieron victorias en los primeros años, aunque era muy distinto de su padre. Con la misma energía y poder organizativo, Bayaceto se distinguía por seguir los caprichos de su voluntad, con lo cual podía ser tanto magnánimo como cruel sin límites en el mismo día. Fue apodado "El Rayo", Yildirim en su lengua, y fue el primero en tomar el título de sultán de Rum (Roma), como los viejos sultanes selyúcidas. Sin embargo, para Bayaceto estaba incompleto sin la capital imperial, Constantinopla, la cual veía ya en sus manos.

### Juan VII Paleólogo
Bayaceto advirtió muy bien las disensiones en la familia imperial de los Paleólogo, y por lo tanto le dio en 1390 una pequeña fuerza al hijo de Andrónico IV, Juan VII, para que con ella se llegase a la Ciudad desde su refugio en Gálata y tratase de expulsar a Juan V y a Manuel. Estos se atrincheraron en la fortaleza cercana a la Puerta de Oro y mientras Juan V resistía Manuel escapó para conseguir ayuda, volviendo victorioso con 9 galeras prestadas. El 17 de septiembre de ese año Juan V y Manuel destruyen las fuerzas de Juan VII y lo alejan de la Ciudad. De más está decir que este tipo de enfrentamientos lo único que conseguían era favorecer a los otomanos, pero la política de Bayaceto perseguía justamente eso, el enfrentamiento entre los Paleólogo.
Bayaceto I se puso furioso cuando se enteró del triunfo de Juan V y Manuel. En principio ordenó a Juan que destruyera la fortaleza de la Puerta de Oro amenazando con horadar los ojos de Manuel si no lo hacía, y luego decidió llamar a los dos príncipes bizantinos, Manuel y su sobrino Juan, para que lo ayuden a conquistar la última fortaleza que les quedaba a los bizantinos en Asia Menor, la ciudad de Filadelfia. Si bien esta plaza había sido prometida por Juan V hace unos años a Murad, es muy probable que en su momento el gobernador bizantino hubiera decidido no abrir sus puertas a los turcos. De modo que seguía siendo la única posesión bizantina en Asia, y por lo tanto, podía haber sido de capital importancia en un futuro cercano si cambiaban las condiciones.
Haciendo participar en el asalto a dos miembros de la familia imperial, que por añadidura se odiaban y tenían una idea muy diferente de cómo hacer las cosas, se demostraba el poder turco sobre el milenario Imperio romano.

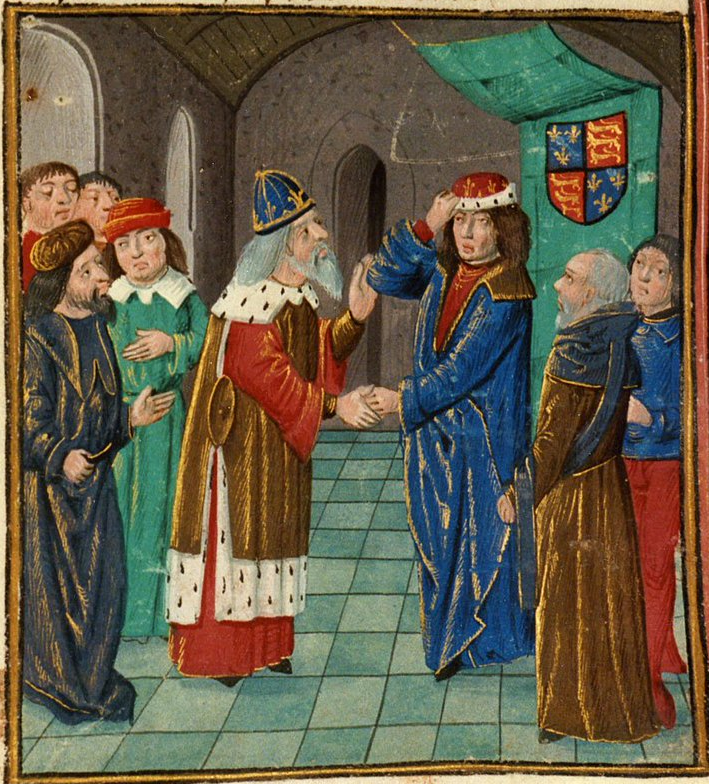
Manuel II Paleólogo (izquierda) con Enrique IV de Inglaterra en Londres, diciembre de 1400.

### Emperador
En el momento de la muerte de su padre, el emperador Juan V, el 16 de febrero de 1391 Manuel, que entonces contaba con 41 años de edad, se encontraba de rehén en la corte del sultán Bayaceto I en Prusa. Sabía perfectamente que el sultán iba a nombrar a su odiado sobrino Juan VII como nuevo Emperador, ya que éste le aseguraba una sumisión ilimitada. Decidido a evitarlo, la noche del 7 de marzo, amparado por la oscuridad y la confianza que la guardia turca le había demostrado por ser un noble respetado, salió de esa ciudad y se encaminó a la capital bizantina, donde fue recibido con gran entusiasmo por la gente. Comenzaba así su gobierno, desafiando el poder del sultán, ocupando el lugar que le correspondía sin que nadie pudiera impedirlo.
Como respuesta a esta humillación, Bayaceto I, que se manifestó en esos días muy enojado y contrariado, decretó el cierre de todos los caminos hacia la ciudad, comenzando un bloqueo tan salvaje que provocó una creciente pobreza en Constantinopla, y la ruina total de muchos de sus barrios y habitantes, que ya se estaban viniendo abajo desde hacía varios años. Según el historiador bizantino Ducas, la situación era tan comprometida que la gente demolía sus casas de madera para usar este material para cocer el pan.
Sin embargo, Bayaceto no se conformó con eso, y exigió crear en Constantinopla una zona especial para los comerciantes otomanos, con soberanía del sultán y leyes propias, y finalmente obligó a Manuel a participar de una campaña en las costas del Mar Negro. El Emperador, a pesar de estas múltiples ofensas y de la extremadamente difícil situación, se mantuvo firme y enérgico en el gobierno del Imperio.
A los 42 años, Manuel se casó con Helena Dragasés, hija del príncipe serbio de Serres, Constantino Dragas, también sometido al vasallaje del sultán. Manuel decidió entonces viajar a Occidente personalmente en busca de ayuda, y con este fin visitó Italia, Francia, Alemania e Inglaterra, sin éxito real. La victoria de Tamerlán sobre los turcos en la Batalla de Angora en 1402, y la muerte de Bayaceto en 1403 le permitieron un respiro ante la constante presión otomana. Mantuvo buenas relaciones con Mehmed I, pero volvió a ser asediado en su capital por Murad II en 1422. Poco antes de su muerte, se vio obligado a firmar un acuerdo por el cual el Imperio bizantino se comprometía a pagar tributo al sultán.

El imperio Bizantino tras el tratado de Gallipoli (1403)

## Semblanza del Emperador
Manuel II era medianamente alto, elegante, tenía porte de soberano y un aspecto que impresionó al mismo sultán Bayaceto, quien llegó a decir, según los cronistas de la época, que de no haber sabido que Manuel era Emperador, lo hubiera pensado por su aspecto. Poseía una gran fuerza en la mirada y una resolución extraordinaria para un gobernante bizantino de la última época. Gozó siempre de una salud de hierro y de una energía portentosa, según cuentan los escritores de su tiempo.
Era un individuo muy bien instruido, que gustaba mucho de la lectura, y un eximio escritor, que dedicó parte de su tiempo a escribir numerosas obras de distinto tipo: teológicas, retóricas, poéticas, así como de una colección de epístolas que afortunadamente se han conservado. Destacan el Epitafio al Déspota Teodoro de Mistra (su hermano), un Tratado sobre los sueños, un Tratado sobre los Deberes de un Príncipe, una ékfrasis sobre un tapiz del antiguo palacio del Louvre (durante su visita a la corte de Carlos VI entre 1401 y 1402) y sus cartas, muy notables por su valor histórico y literario.
Durante el conocido como discurso de Ratisbona, una conferencia dada en la universidad de dicha ciudad el 12 de septiembre de 2006, el papa Benedicto XVI citó parte de un diálogo ocurrido en Ankara (actual capital de Turquía), durante el invierno de 1391, entre el Emperador Manuel II y un erudito persa, recogido en el diálogo 7 de la obra 26 diálogos con un persa en el cual Manuel II argumentaba sobre el profeta Mahoma lo siguiente:

Muéstrame también aquello que Mahoma ha traído de nuevo, y encontrarás solamente cosas malvadas e inhumanas, como su directiva de difundir por medio de la espada la fe que él predicaba (...) Dios no goza de la sangre; no actuar según la razón es contrario a la naturaleza de Dios. La fe es fruto del alma, no del cuerpo. Quien por lo tanto quiere conducir a otro a la fe necesita la capacidad de hablar bien y de razonar correctamente, no de la violencia ni de la amenaza. Para convencer a un alma razonable no es necesario disponer ni del propio brazo, ni de instrumentos para golpear ni de ningún otro medio con el que se pueda amenazar a una persona de muerte.

Esta cita erudita generó una violenta y airada reacción por parte de los sectores más radicales del islamismo.

## Matrimonio e hijos
Manuel contrajo matrimonio cuando ya era un hombre maduro con Helena Dragaš, hija del príncipe serbio Constantino Dragaš. Tuvieron 7 hijos varones: 
- Una hija. Se menciona como la primogénita pero no se da su nombre.
- Constantino Paleólogo. Nació en torno a 1393/8 y murió antes de 1405 en Monemvasía.

- Juan, que fue su sucesor como Juan VIII desde 1425 hasta su muerte en 1448.
- Andrónico, gobernador de Tesalónica hasta 1422, muerto ese mismo año luego de una grave enfermedad.
- Una segunda hija, que tampoco recibe nombre en el texto. Murió joven por la peste de 1398-1399.
- Teodoro, déspota de Morea como Teodoro II (1407-1442).
- Miguel Paleólogo. Murió joven por la peste de 1398-1399.
- Constantino, déspota de Mistra (1443-1448) y sucesor de Juan VIII como Constantino XI (1448-1453), último Emperador de Bizancio.
- Demetrio, déspota de Morea (1449-1460).
- Tomás, déspota de Morea (1430-1460)

## Ancestros
| Predecesor: Juan V Paleólogo | Emperador del Imperio bizantino 1391 – 1425 | Sucesor: Juan VIII Paleólogo |